# Il giudice (film 1934)
Il giudice (Judge Priest) è un film del 1934, diretto da John Ford. Nel 1953, Ford ne avrebbe fatto un remake che in Italia uscì con il titolo Il sole splende alto.

## Trama
Kentucky, anni ‘30. William “Billy” Priest è un giudice scoraggiato e rimasto vedovo da tempo.
Suo nipote Jerome detto “Mr.Roma”, giovane aspirante avvocato che ha appena ottenuto il diploma, viene a fargli visita e si infatua immediatamente della signorina Ellie May, tanto disprezzata dalla madre del giovane, Mr.s Caroline. 
Mentre Mr.s Caroline cerca di imporre la conoscenza della signorina Maydew al figlio, lo zio Billy, mosso dal sentimento di nostalgia per la moglie perduta, appoggia il nipote e lo aiuta nel conquistare Ellie May, avendo successo.
Un giorno, dal barbiere, Billy si imbatte in due buffoni che sbeffeggiano uno dei presenti: il signor Gillis. 
Più precisamente i due uomini si riferiscono al suo rapporto con la figlia Elle May. Gillis, irritato, aggredisce uno dei due uomini. 
Di tutta risposta questi ultimi tendono un agguato a Gillis, che però riuscirà a difendersi mettendoli K.O.
L’episodio attrae il fiuto giuridico di Mr. Roma, che riferisce a Billy di aver trovato un nuovo cliente (Bob Gillis). Mr.s Caroline non approva ed esprime il suo dissenso, ma suo figlio procede comunque. 
Ha inizio l’udienza che vede però, in prima istanza, il ritiro di Billy dal suo incarico di giudice, perché pesantemente scoraggiato da uno dei presenti.
Mr. Roma non riesce ad imporre sufficiente autorità in difesa di Gillis e l’udienza viene rimandata l’indomani. 
La stessa sera, il reverendo Brand fa visita a Billy e lo incoraggia a riaprire il caso Gillis. Billy, questa volta più fiducioso, scrive una lettera in cui esprime la volontà di voler riaprire il caso con valide motivazioni, e la manda al senatore, ottenendo consenso.
L’udienza ha di nuovo inizio e il reverendo Brand ha modo di raccontare la drammatica storia di Gillis, acquisendo sia il consenso giudiziario che quello dei presenti, abbattendo la controparte.

## Produzione
Il film fu prodotto dalla Fox Film Corporation

## Distribuzione
Distribuito dalla Fox Film Corporation, uscì nelle sale USA il 28 settembre 1934. Nel 1937, fu riedito e distribuito dalla Twentieth Century Fox Film Corporation.

## Doppiaggio italiano
Per il doppiaggio italiano del film, nell'estate del 1935 venne scritturata la compagnia teatrale comica dei fratelli De Filippo. il protagonista Will Rogers ebbe la voce di Eduardo. Peppino invece doppiò David Landau e Charley Grapewin. Secondo la testimonianza diretta di Peppino parteciparono al doppiaggio anche Ugo D'Alessio, Tina Pica e Dolores Palumbo.

## Date di uscita
IMDb
- USA	28 settembre 1934
- USA 1937 (riedizione)
- Messico	18 febbraio 1976	 (John Ford Festival)
- Finlandia	22 aprile 1996	 (prima TV)
- USA 2004 DVD
- USA 2007 DVD

Alias
- Judge Priest	USA (titolo originale)
- El juez	Venezuela
- El juez Priest	Spagna
- Il giudice	Italia
- O Juiz Priest	Portogallo
- Tuomari Priest 	Finlandia